# Xebia
Xebia sp. z o.o. – przedsiębiorstwo informatyczne początkowo znane w Polsce jako PGS Software (2005-2023). W 2021 roku firma PGS Software dołączyła do holenderskiej grupy kapitałowej Xebia Group, a w 2023 roku przeszła rebranding i od tamtej pory funkcjonuje jako Xebia sp. z o.o. 
Xebia produkuje oprogramowanie dla przedsiębiorstw i instytucji z całego świata. Posiada cztery oddziały: we Wrocławiu, Gdańsku, Rzeszowie i Warszawie. 

## Historia
2005 – powstanie PGS Software, założenie pierwszego biura we Wrocławiu; wejście na rynek niemiecki i holenderski;
2006 – pozyskanie pierwszych klientów z Danii, Szwecji, Norwegii, Wielkiej Brytanii oraz USA;
2007 – otwarcie biura w Rzeszowie;
2008 – wejście na rynek NewConnect na Giełdzie Papierów Wartościowych w Warszawie. Debiut ze wzrostem o 66 proc. wobec ceny emisyjnej;
2011 – zatrudnienie setnego pracownika;
2012 – zatrudnienie dwusetnego pracownika;
2014 – otwarcie biura w Gdańsku;
2016 – debiut na Głównym Rynku GPW w Warszawie;
2017 – zatrudnienie przekroczyło 600 pracowników, z czego ponad 250 w Rzeszowie i 100 w Gdańsku;
2021 – zatrudnienie przekroczyło 800 pracowników. W październiku firma dołączyła do holenderskiej grupy kapitałowej Xebia Group;
2022 – wycofanie spółki z giełdy;
2023 – rebranding i zmiana prezesa polskiego oddziału firmy.

## Wybrane wyróżnienia i nagrody uzyskane jako PGS Software
- Lider rynku New Connect 2016 – Statuetka Byka i Niedźwiedzia przyznawana przez Gazetę Giełdy i Inwestorów „Parkiet” dla najlepszych spółek[14]
- e-Diament Forbes&Biznes.pl 2015 za najlepszą stronę internetową wśród przedsiębiorstw z rankingu Forbesa[15]
- Wyróżnienie w kategorii najlepsze strony internetowe e-Diament Forbes&Biznes.pl 2013[16]
- Gazele Biznesu[17]